# Comuna Raiozero, Orjîțea
Raiozero (în ucraineană Райозеро) este o comună în raionul Orjîțea, regiunea Poltava, Ucraina, formată din satele Poluniivka, Raiozero (reședința) și Savulivka.

## Demografie
Componența lingvistică a comunei Raiozero
     Ucraineană (98,73%)
     Rusă (1,13%)
Conform recensământului din 2001, majoritatea populației comunei Raiozero era vorbitoare de ucraineană (98,73%), existând în minoritate și vorbitori de rusă (1,13%).